# Temechi
Temechi är en ort i Mexiko.   Den ligger i kommunen Guerrero och delstaten Chihuahua, i den nordvästra delen av landet, 1 300 km nordväst om huvudstaden Mexico City. Temechi ligger 2 152 meter över havet och antalet invånare är 293.
Terrängen runt Temechi är varierad. Temechi ligger nere i en dal. Runt Temechi är det mycket glesbefolkat, med 7 invånare per kvadratkilometer. Temechi är det största samhället i trakten. Omgivningarna runt Temechi är i huvudsak ett öppet busklandskap.